# Massacre de Patna
La massacre de Patna fou l'assassinat de presoners i ostatges britànics feta a Patna i altres lloc per orde del nawab Mir Kasim de Bengala durant el conflicte amb la Companyia Britànica de les Índies Orientals el 1763.
Des de la presa de possessió del càrrec, el nawab de Bengala Mir Kasim es va enfrontar políticament als britànics; després de moltes negociacions es va arribar a un acord pel qual els drets de trànsit dels productes de comerç a Bengala serien un 9%, cosa que va acceptar el governador de la Companyia Britànica de les Índies Orientals Mr. Vansittart, ja que era sensiblement inferior a l'acordat a altres comerciants; però el consell de directors de Calcuta va rebutjar l'acord i Mir Kasim en resposta va decidir obrir el comerç a tothom, el que era inacceptable per a la Companyia i va agreujar les relacions amb el nawab.
L'abril de 1763 una delegació formada per Hay i Amyatt fou enviada des de Calcuta a Monghyr, on el nawab tenia residència; però ja era tard per negociar; les disputes entre els agents britànics (gianashtes) i els oficials bengalís eren contínues i un incident produït a Monghyr (quan Hay i Amyatt eren allí) va provocar la ruptura. Mir Kasim va capturar alguns bots amb armes que anaven pel Ganges cap a Patna, al·legant amb raó que les armes anaven dirigides contra ell.
Ellis, cap de la factoria de Patna va ordenar als sipais ocupar la ciutat de Patna, cosa que es va fer el 25 de juny de 1763. En venjança el nawab va enviar una força a empaitar a Amyatt, que havia rebut autorització per tornar a Calcuta, i va agafar Hay com a ostatge. Amyatt va ser apressat i executat prop de Cossimbazar. Mentre els sipais de la companyia havien saquejat Patna però foren atacats per les forces del nawab i van perdre la ciutat i la factoria i la major part van morir; els que van quedar (1/6 part de la força original de 2000 homes) van estar assetjats dos dies i finalment van fugir en direcció a Oudh pel riu, i finalment van rendir les armes en aquest regne i van ser retornats a Patna; aquí havia estat transportat Hay des de Monghyr amb els seus col·laboradors, junt amb tots els oficials de Cossimbazar, factoria que havia estat ocupada a l'inici de les hostilitats, i amb altres presoners britànics.
Tot això va provocar l'inici d'hostilitats regulars i Mir Kasim fou derrotat en dues batalles pel major Adams, a Giria (2 d'agost de 1763) i a Udhua Nullah (5 de setembre). Les derrotes van exasperar a Mir Kasim i el 9 de setembre va escriure a Adams i li va indicar que si seguia avançant tallaria el cap d'Ellis i la resta de britànics presoners, i l'hi enviaria. Finalment va complir l'amenaça el 6 d'octubre amb l'ajut d'un renegat de nom Walter Reinhardt, conegut pels musulmans com Sumru; uns 60 britànics foren assassinats i els seus cossos tirats a un pou en la casa on estaven presoners a Patna. Altres 150 van ser morts en altres llocs de Bengala.
Però els britànics van continuar la seva campanya militar amb èxit i finalment l'agost de 1765, després de la decisiva batalla de Buxar, l'administració (diwan) de Bihar, Orissa i Bengala fou entregada a la Companyia. Un resident anglès fou nomenat a Patna.